# 拜泉县
拜泉县是黑龙江省齐齐哈尔市下辖的一个县。拜泉由当地著名的巴拜明水泉子而得名。拜泉旧名“巴拜布拉克”由蒙语而来，巴拜为蒙语“宝贝”之意，布拉克为“泉水”之意。县人民政府驻拜泉镇。

## 行政区划
下辖7个镇、9个乡：
拜泉镇、三道镇、兴农镇、长春镇、龙泉镇、国富镇、富强镇、新生乡、兴国乡、上升乡、兴华乡、大众乡、丰产乡、永勤乡、爱农乡和时中乡。

## 人口民族
根據第七次人口普查數據，截至2020年11月1日零時，拜泉縣常住人口為282019人。

## 基本资料

### 地理位置
位于市境东南部。南接明水县，北邻克山县、克东县，西连依安县，东与北安市、海伦市毗邻。

### 地形
地处小兴安岭余脉与松嫩平原的过渡地带，多为丘陵平原地貌形态。漫川漫岗，坡度较缓。

### 河流湖泊
双阳河、通肯河、三道沟子、三道镇水库、自治水库等。

### 交通
哈尔滨至黑河的 202国道纵贯全境南北，县乡公路连接各乡镇，交通便利。

### 资源
土壤以黑土为主，黑钙土、草甸土为辅，土壤结构与基础肥力较好。矿产资源有膨润土、石英砂、红粘土、硅化铜、草炭等、膨润土矿蕴藏丰富，储量居全国之首。水利资源较丰富。

### 经济
经济以农业为主，主要粮食作物有玉米、小麦、大豆、谷子等。是黑龙江省小麦、大豆主产区之一和全国重点商品粮基地县之一。经济作物有亚麻、大麻、芸豆、向日葵、白瓜子等。向日葵产量居全国之首。工业已形成食品、纺织、化工等行业为主的工业体系，还有机械、造纸、皮革、酿酒等行业。

### 土特产品
草柳编织、亚麻絮、颗粒粕、三道镇大蒜、利民大葱等。